# Unserer Lieben Frau (Haimhausen)

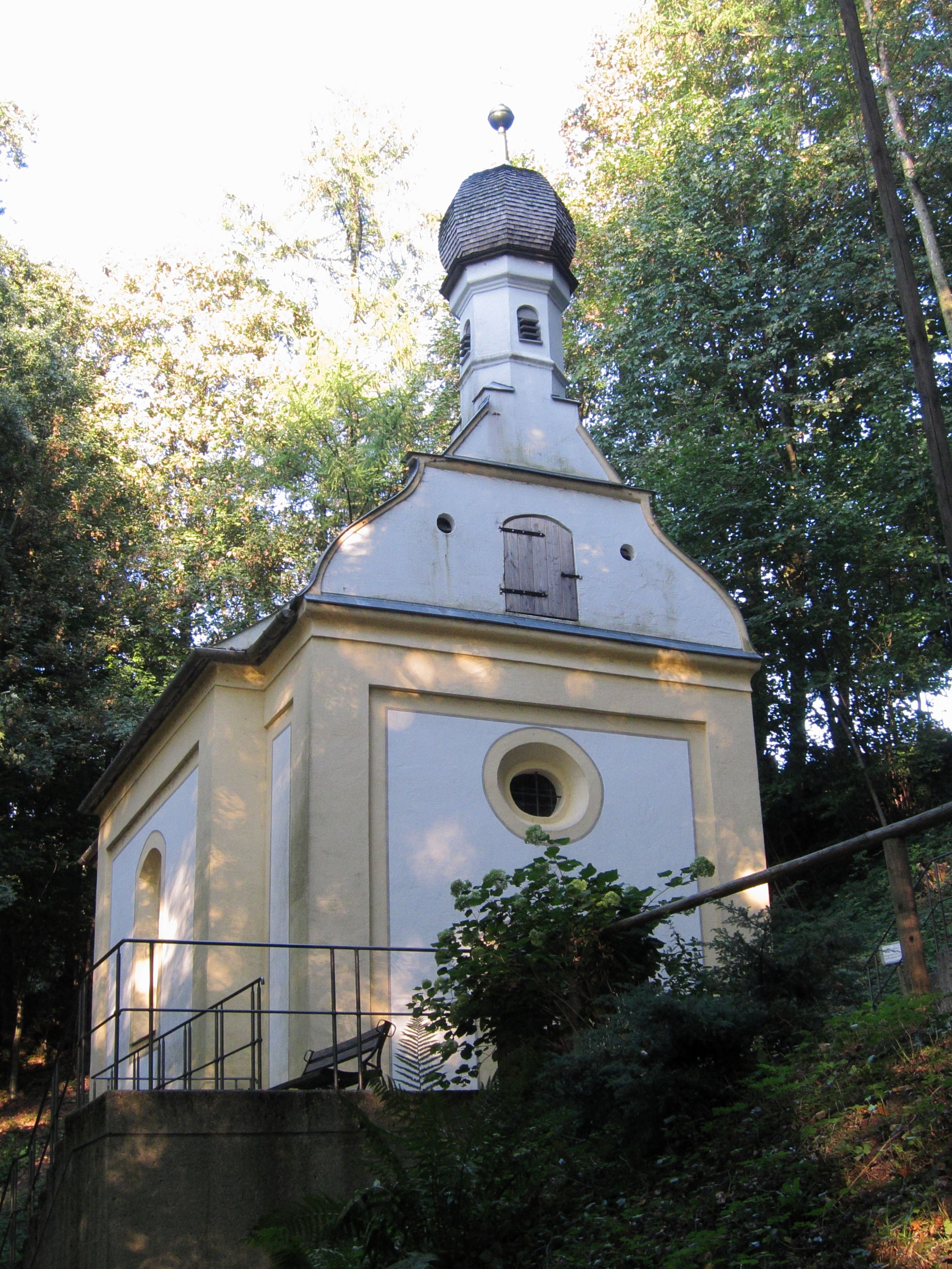
Unserer Lieben Frau in Haimhausen

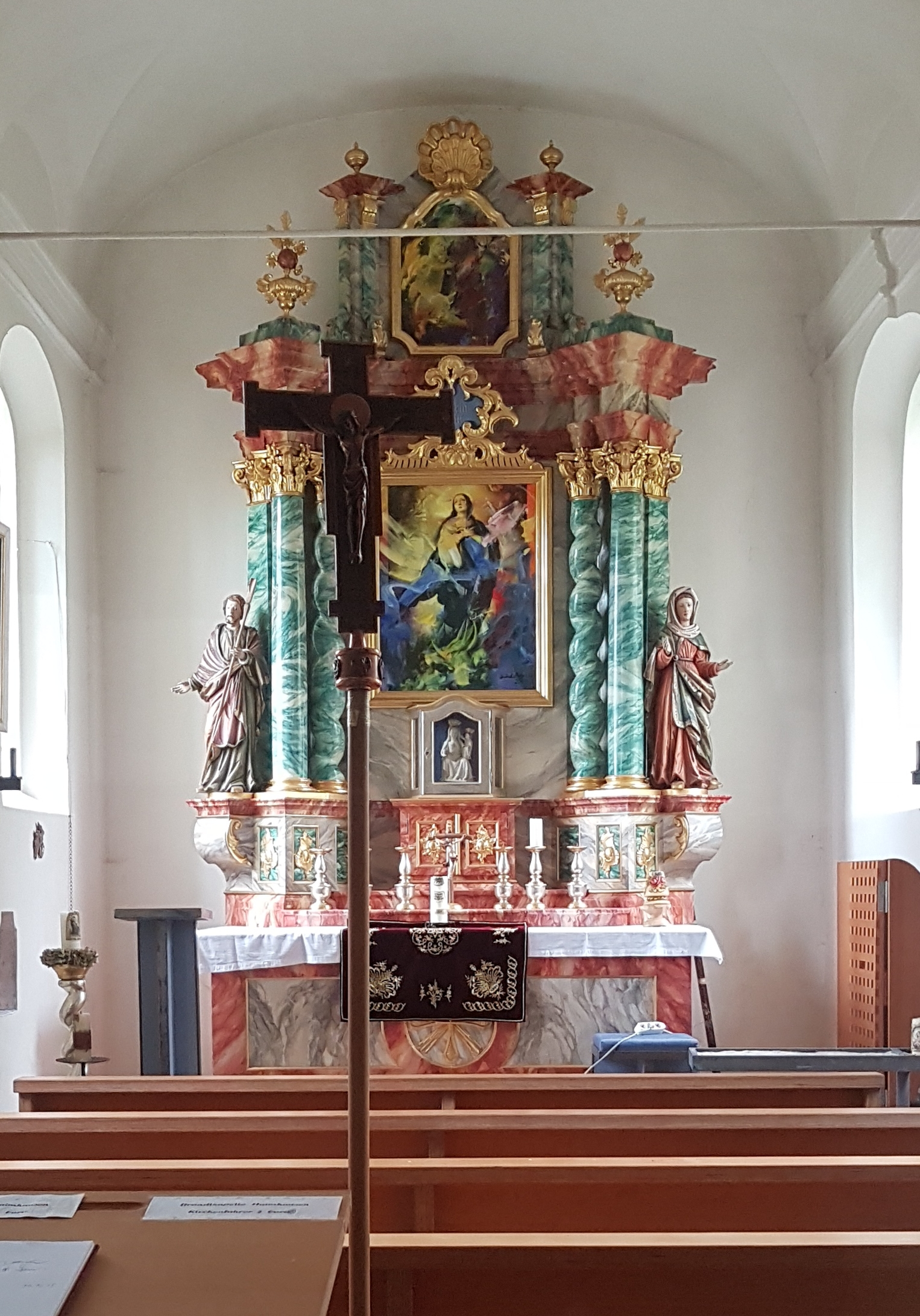
Innenansicht

Die römisch-katholische Kapelle Unserer Lieben Frau, auch Bründlkapelle genannt, steht in Haimhausen, einer Gemeinde im oberbayerischen Landkreis Dachau. Das Bauwerk ist in der Liste der Baudenkmäler in Haimhausen als Baudenkmal unter der Nr. D-1-74-121-1 eingetragen. Die Kapelle gehört zum Erzbistum München und Freising.

## Beschreibung
An einer als heilig verehrten Quelle, wo sich vor 1700 ein Bildstock mit einem Gnadenbild befand, wurde 1710 eine Holzkirche errichtet. An ihrer Stelle wurde 1734 die heutige Kapelle aus Mauerwerk gebaut. Sie besteht aus dem Langhaus und dem eingezogenen Chor im Westen, über dem sich ein achteckiger, mit einer Zwiebelhaube bedeckter Giebelreiter erhebt, der den Glockenstuhl enthält.